# قاعدة سمبسون
قاعدة سمبسون (بالإنجليزية: Simpson's rule)‏ في التحليل العددي هي طريقة من طرق التكامل العددي و هي في الحقيقة حالة خاصة من صيغ نيوتن-كوتس المغلقة لتقريب تكامل الدالة f باستخدام كثيرة الحدود التربيعية وهي طريقة محسنة لطريقة شبه المنحرف كما أنها أسرع تقارباً وأدق ويفسر ذلك من خلال أن قاعدة سمبسون تحتوي على نقطة المنتصف التي توفر توازن أفضل للتقريب. لأنه كلما زادت عدد التقسيمات في الفترة الجزئية كانت الطريقة أدق.
و تحسب صيغة شبه المنحرف القيمة الفعلية للتكامل عندما تكون f دالة كثيرة حدود من الدرجة الأولى على الأكثر . بينما صيغة سمبسون فإنها تحسب القيمة الفعلية للتكامل إذا كانت f دالة كثيرة الحدود من الدرجة الثالثة أو أقل.
في الواقع تعتبر صيغة سمبسون من أكثر الصيغ استخداما حيث انها تستخدم على نطاق واسع لحل المسائل التطبيقية التي تتضمن تكاملات محدودة لدقتها الحسابية وسهولة استخدامها.

يمكن أن تستمد قاعدة سمبسون بتقريب المساحة المطلوبة تحت المنحنى الدالة f باللون الأزرق بالمساحة تحت منحنى حدودية من الدرجة الثانية لP باللون الأحمر

## استنتاج القاعدة
يمكن استنتاج قاعدة سمبسون بطرق مختلفة.

### الاستكمال التربيعي
ولكي نحصل على صيغة سمبسون لابد بالتعويض في الصيغة الإستكمالية
{\displaystyle P_{2}(x)=c_{\circ }+c_{1}x+c_{2}x^{2}}
{\displaystyle \int _{a}^{b}f(x)dx={\int _{x_{\circ }}^{x_{2}}}[{\frac {(x-x_{1})(x-x_{2})}{(x_{\circ }-x_{1})(x_{\circ }-x_{2})}}f(x_{\circ })+{\frac {(x-x_{\circ })(x-x_{2})}{(x_{1}-x_{\circ })(x_{1}-x_{2})}}f(x_{1})+{\frac {(x-x_{\circ })(x-x_{1})}{(x_{2}-x_{\circ })(x_{2}-x_{1})}}f(x_{2})]dx+{\int _{x_{\circ }}^{x_{2}}}{\frac {(x-x_{\circ })(x-x_{1})(x-x_{2})}{6}}f^{(3)}(\xi (x))dx}
{\displaystyle f(x)=f(x_{1})+f'(x_{1})(x-x_{1})+{\frac {f''(x_{1})}{2}}(x-x_{1})^{2}+{\frac {f'''(x_{1})}{6}}(x-x_{1})^{3}+{\frac {f^{(4)}(\xi (x)}{24}}(x-x_{1})^{4}}
and
{\displaystyle \int _{x_{\circ }}^{x_{2}}f(x)dx-\left[f(x_{1})(x-x_{1})+{\frac {f'(x_{1})}{2}}(x-x_{1})^{2}+{\frac {f''(x_{1})}{6}}(x-x_{1})^{3}+{\frac {f'''(\xi (x)}{24}}(x-x_{1})^{4}\right]_{x_{\circ }}^{x_{2}}+{\frac {1}{24}}\int _{x_{\circ }}^{x_{2}}f^{(4)}(\xi (x))(x-x_{1})^{4}dx}
{\displaystyle {\frac {1}{24}}\int _{x_{\circ }}^{x_{2}}f^{(4)}(\xi (x))(x-x_{1})^{4}dx={\frac {f^{(4)}(\xi _{1})}{24}}\int _{x_{\circ }}^{x_{2}}(x-x_{1})^{4}dx=\left[{\frac {f^{(4)}(\xi _{1})}{120}}(x-x_{1})^{5}\right]_{x_{\circ }}^{x_{2}}}
لبعض قيم {\displaystyle \xi _{1}} في {\displaystyle (x_{\circ },x_{1})}
أيضا
{\displaystyle h=x_{2}-x_{1}=x_{1}-x_{\circ }}
بالتالي :
{\displaystyle (x_{2}-x_{1})^{2}-(x_{\circ }-x_{1})^{2}=(x_{2}-x_{1})^{4}-(x_{\circ }-x_{1})^{4}=0}
{\displaystyle (x_{2}-x_{1})^{3}-(x_{\circ }-x_{1})^{3}=2hand(x_{2}-x_{1})^{5}-(x_{\circ }-x_{1})^{5}=2h^{5}}
{\displaystyle \int _{x_{\circ }}^{x_{2}}f(x)dx=2hf(x_{1})+{\frac {h^{3}}{3}}f''(x_{1})+{\frac {f^{(4)}(\xi _{1})}{60}}h^{5}}
وبتعويض قيمة {\displaystyle f''(x_{1})} يصبح لدينا
{\displaystyle \int _{x_{\circ }}^{x_{2}}f(x)dx=2hf(x_{1})+{\frac {h^{3}}{3}}\left\{{\frac {1}{h^{2}}}[f(x_{\circ })-2f(x_{1})+f(x_{2})]-{\frac {h^{2}}{12}}f^{(4)}(\xi _{2})\right\}+{\frac {f^{(4)}(\xi _{1})}{60}}h^{5}}
إذاً
{\displaystyle \int _{x_{\circ }}^{x_{2}}f(x)dx={\frac {h}{3}}[f(x_{\circ })+4f(x_{1})+f(x_{2})]-{\frac {h^{5}}{12}}\left[{\frac {1}{3}}f^{(4)}(\xi _{2})-{\frac {1}{5}}f^{(4)}(\xi _{1})\right]}

## قاعدة سمبسون البسيطة
صيغة سمبسون البسيطة :
الفكرة التي قامت عليها صيغة سمبسون البسيطة:
تقوم على أساس تقريب المساحة المطلوبة تحت منحنى الدالة {\displaystyle f(x)} بالمساحة تحت منحنى حدودية من الدرجة الثانية {\displaystyle P_{2}(x)} تمر بالنقاط الثلاث
{\displaystyle (x_{\circ },f(x_{\circ }),(x_{1},f(x_{1}),(x_{2},f(x_{2})}
{\displaystyle ={\frac {h}{3}}[f(x_{0})+4f(x_{1})+f(x_{2})]} {\displaystyle \,\int _{x_{0}}^{x_{2}}f(x)\,dx}
بحيث تكون المساحة محصورة بين الخطين 
{\displaystyle a=x_{\circ },b=x_{2}}

### مثال على سمبسون البسيطة
استخدام قاعدة سمبسون البسيطة لإيجاد قيمة التكامل {\displaystyle \,\int _{0}^{2}x^{2}\,dx}
الحل:
{\displaystyle \,\int _{x_{0}}^{x_{2}}f(x)\,dx}
{\displaystyle ={\frac {h}{3}}[f(x_{0})+4f(x_{1})+f(x_{2})]}
{\displaystyle x_{0}=0}
{\displaystyle x_{1}=1}
{\displaystyle x_{2}=2}
{\displaystyle h=x_{1}-x_{0}=1-0=1}
{\displaystyle \to \,\int _{0}^{2}x^{2}\,dx={\frac {1}{3}}[f(0)+4f(1)+f(2)]}
{\displaystyle ={\frac {1}{3}}[(0)^{2}+4(1)^{2}+(2)^{2}]}
{\displaystyle ={\frac {1}{3}}[8]={\frac {8}{3}}}

## قاعدة سمبسون المركبة
قد لا يكون استخدام صيغ نيوتن-كوتس عمليا في الكثير من الحالات خصوصا إذا كانت فترة التكامل كبيرة نسبيا ؛ حيث أننا نضطر ففي مثل هذه الحالات إلى استخدام كثيرات حدود ذات درجات عالية من الذبذبة وهذا بدوره يترك أثر سيئا على دقة الحلول العددية، وللتغلب على هذه المشكلة وتقليل الخطأ الناتج عن تطبيق صيغة تكامل ذات رتبة منخفضة أي قيمة n صغيرة فإننا نقسم فترة التكامل [a,b] إلى فترات أصغر ونطبق صيغة التكامل على كل فترة جزئية على حدة . والصيغة الناتجة من التطبيق المتكرر لصيغة ذات رتبة منخفضة تسمى صيغة تكامل مركبة . وفيما يلي نحصل على الصيغة المركبة الناتجة من التطبيق المتكرر لصيغة سمبسون البسيطة عندما (n=2) . ولكن من شروط قاعدة سمبسون ان تكون n عدد زوجي
وكي نكرر تطبيق قاعدة سمبسون عدد r من المرات نحتاج معرفة قيم الدالة عند عدد 2r+1 من نقاط الأساس {\displaystyle x_{0},x_{1},x_{2}.....x_{2}r}

وتكون قاعدة سمبسون المركبة كالتالي :
{\displaystyle \int _{a}^{b}f(x)\,dx\approx {\tfrac {h}{3}}{\bigg [}f(x_{0})+2\sum _{j=1}^{n/2-1}f(x_{2j})+4\sum _{j=1}^{n/2}f(x_{2j-1})+f(x_{n}){\bigg ]}}

### مثال على قاعدة سمبسون المركبة
{\displaystyle \int _{-0.5}^{0.5}xln(x+1)dx\,}
{\displaystyle n=6}
الحل بستخدام قاعدة سمبسون المركبة :
{\displaystyle x_{0}=-0.5}
{\displaystyle x_{1}=-0.333}
{\displaystyle x_{2}=-0.166}
{\displaystyle x_{3}=0}
{\displaystyle x_{4}=0.166}
{\displaystyle x_{5}=0.333}
{\displaystyle x_{6}=0.5}
{\displaystyle h={\frac {0.5-(-0.5)}{6}}={\frac {1}{6}}}
{\displaystyle \int _{-0.5}^{0.5}xln(x+1)dx\,={\frac {\frac {1}{6}}{3}}[f(-0.5)+4f(-0.333)+2f(-0.166)+4f(0)+2f(0.166)+4f(0.333)+f(0.5)]}
{\displaystyle f(-0.5)=(-0.5)ln(-0.5+1)=0.346}
{\displaystyle f(-0.333)=(-0.333)ln(-0.333+1)=0.134}
{\displaystyle f(-0.166)=(-0.166)ln(-0.166+1)=0.030}
{\displaystyle f(0)=(0)ln(0+1)=0}
{\displaystyle f(0.166)=(0.166)ln(0.166+1)=0.025}
{\displaystyle f(0.333)=(0.333)ln(0.333+1)=0.095}
{\displaystyle f(0.5)=(0.5)ln(0.5+1)=0.202}
{\displaystyle \int _{-0.5}^{0.5}xln(x+1)dx\,}
{\displaystyle ={\frac {1}{18}}[0.346+0.536+0.06+0+0.05+0.38+0.202]}
{\displaystyle ={\frac {1.574}{18}}=0.0874}

## الخطأ
وفي بعض التكاملات على الفترات الكبيرة كان الحل بصيغة سمبسون يحتوي نسبة خطأ أكبر من لو قام بتقسيم الفترة
نلاحظ أن الخطأ يقل بعد تقسيم الفترة ومن هذا المنطلق نتجت صيغة سمبسون المركبة ولها العديد من الصيغ
{\displaystyle \int _{a}^{b}f(x)dx={\frac {h}{3}}\left[f(x_{\circ })+2\sum _{j=1}^{({\frac {n}{2}})-1}f(x_{2_{j}})+4\sum _{j=1}^{\frac {n}{2}}f(x_{2_{j-1}})+f(x_{n})\right]-{\frac {h^{5}}{90}}\sum _{j=1}^{\frac {n}{2}}f^{(4)}(\xi _{j})}
{\displaystyle h={\frac {b-a}{n}}}
والخطأ مرتبط بالتقريب :
{\displaystyle E(f)=-{\frac {h^{5}}{90}}\sum _{j=1}^{\frac {n}{2}}f^{(4)}(\xi _{j})}

حسب نظرية القيمة المتوسطة يوجد{\displaystyle \mu \in (a,b)} بحيث:
{\displaystyle f^{(4)}(\mu )={\frac {n}{2}}\sum _{j=1}^{\frac {n}{2}}f^{(4)}(\xi _{j})}
بالتالي
{\displaystyle E(f)=-{\frac {h^{5}}{90}}\sum _{j=1}^{\frac {n}{2}}f^{(4)}(\xi _{j})=-{\frac {h^{5}}{180}}nf^{(4)}(\mu )}
وبما أن
{\displaystyle h={\frac {b-a}{n}}}
و أيضاً
{\displaystyle E(f)=-{\frac {b-a}{180}}h^{4}nf^{(4)}(\mu )}

## انظر ايضًا
- قاعدة شبه المنحرف
- روجر كوتس
- إسحاق نيوتن
- التكامل العددي
- التحليل العددي